# Häfele
Häfele Group (Група Häfele) (Häfele SE & Co KG) — німецька сімейна компанія що базується в місті Наголді в Німеччині. Häfele є міжнародною компанією з виробництва, постачання та продажу меблевої та будівельної фурнітури, а також електронних систем замків.
Меблева фурнітура Häfele (петлі, системи ящиків, ручки, роз’єми, навколишнє освітлення), архітектурна фурнітура (дверна фурнітура та електронні системи замків) та інша пов’язана фурнітура спеціально розроблені для меблевої, будівельної та технічної промисловості. Häfele виробляє різноманітну продукцію від прасувальної дошки до дверних доводчиків.
У 2016 фінансовому році група Häfele мала оборот 1,311 мільярда євро з 37 дочірніми компаніями на 6 континентах. У 2017 році оборот зріс до 1,375 млрд євро і досяг 1,5 млрд євро у 2019 році. Частка обороту за кордоном становила 80%. У 2020 році оборот склав 1,311 мільярда євро.
За даними компанії, вона має 52 офіси продажів по всьому світу і здійснює доставку в 150 країн. У компанії працює 8000 (станом на 2020 р.) співробітників по всьому світу.

## Історія

### Створення
1 грудня 1923 року бізнесмен Адольф Гефеле разом з Германом Функом заснував в Аулендорфі підприємство «Продукція метало-інструментальної промисловості». Чотири роки по тому вона стала одноосібним власником, а Хефеле став індивідуальним власником. Через кілька місяців компанія переїхала в Наголд, який на той час був центром виробництва меблів Вюртемберга.
На той час у Häfele було троє співробітників, а клієнтами були переважно столярні майстерні в цьому районі. Для швидкої доставки було створено оптовий склад.

### Інтернаціоналізація
Перший експорт до сусідніх країн відбувся в 1933 році, у тому ж році Хефеле отримав золоту медаль за дизайн виставкового стенда на виставковому ярмарку в Страсбурзі. Незадовго до кінця десятиліття був опублікований перший каталог меблевої фурнітури тиражем 20 000 примірників, який через титульний аркуш отримав назву «глобус-каталог».У 1948 році компанія Адольфа Хефеле відсвяткувала своє 25-річчя, а кількість співробітників становила 29. Засновник компанії помер через чотири місяці. Керівництво взяв на себе його племінник Вальтер Тьєрер. Велика пожежа знищила адміністрацію та склад у 1950 році, а нове приміщення можна було заселитися лише через рік.
За наступні 30 років компанія зросла до 700 співробітників з річним оборотом понад 150 мільйона марок і розширила сферу своєї діяльності до 120 країн. Дочірні компанії були засновані у Швейцарії, Франції, Великій Британії, США та Австралії, а також компанія розповсюдилася на чотирьох виробничих ділянках у Німеччині.
На початку 1960-х років було запроваджено EDP-контрольоване відправлення. На початку 1970-х років було створено диспетчерський центр з високоярусним складом. До 1977 року площа, доступна для зберігання, подвоїлася до 8400 м2. Сьогодні компанія керує частково повністю автоматизованим центральним складом з понад 50 000 позицій.
Після смерті Вальтера Тьерера в 1982 році, Ганс Нок, раніше менеджер з експорту, взяв на себе управління. Він керував компанією до 2003 року, за цей час вже працювало 2900 співробітників  та оборот склав 534 млн. євро. За цей період частка міжнародного бізнесу зросла приблизно до 70%.
Як наступниця Ганса Нока, Сібілла Тьєрер керує сімейним бізнесом у третьому поколінні з 2003 року. За даними компанії, обслуговується понад 160 000 клієнтів у більш ніж 150 країнах.
У 2020 році компанія змінила свою організаційно-правову форму на SE & Co KG.

### Каталог
На початку 1970-х Вальтер Тьєрер розробив довідник для меблевої фурнітури з 25 000 статей на прикладі «Каталогу глобуса» свого дядька. У 1971 році «Der Große Häfele» було опубліковано накладом 60 000 примірників, а через два роки – англійською, французькою та іспанською мовами. У 1981 році з’явився перший каталог складально та меблевої фурнітури.

### Виробництво

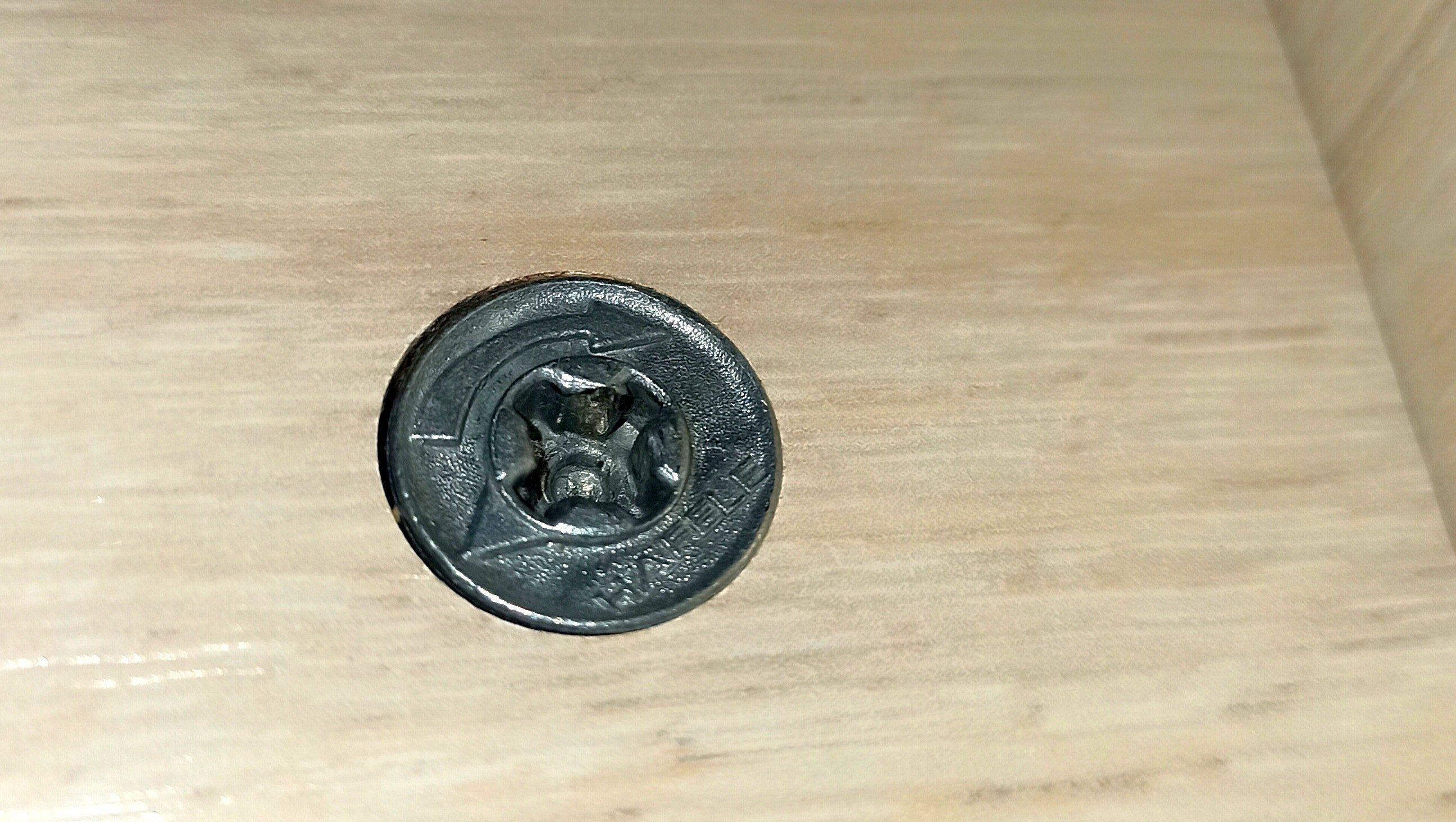
Ексцентрик від меблевої стяжки мініфікс із логотипом фірми Хафеле

Häfele виробляє фурнітуру на чотирьох заводах у Німеччині, включаючи меблевий з'єднувач, що продається під назвою «Minifix» з 1983 року, а також фурнітуру для підйому та фурнітуру для розсувних дверей з 2009 року.
Вперше з вересня 2009 року Häfele GmbH & Co KG разом із Heinrich J. Kesseböhmer KG перейняли підрозділи ліфтової фурнітури та фурнітури розсувних дверей Huwil Werke GmbH та виробничий майданчик в Угорщині.

## Корпоративна структура

### Офіси продажів
Крім головного офісу в Нагольді, в Німеччині є десять офісів продажу. Це в Берліні (заснований у 1995 році), Франкфурті-на-Майні, Кальтенкірхені, Кельні (1991), Ганновері, Мюнхені (1985), Мюнстері (2001), Наумбурзі (1990), Нюрнберзі та аеропорту Штутгарта (2012).
За кордоном є офіси продажу в Дубаї (з 1998), фінському Лахті, Марусі в Греції, Гонконгу, Больцано, Загребі, португальській Майї (1999), столиці Угорщини Будапешті, шведському Йончепінгу (1999) у сербському Крушеваці та Дар-ес-Саламі. в Танзанії (2019).
На додаток до існуючого центру доставки в промисловій зоні Нагольда «Вольфсберг», влітку 2019 року мав бути відкритий другий склад і центр доставки в Лерте поблизу Ганновера.

### Дочірні компанії
Häfele має дочірні компанії в Кройцлінгені, Швейцарія (з 1963 року), в Арчдейлі, Північна Кароліна, в США з 1975 року і в Регбі, Велика Британія, з 1980 року. З часом компанії були засновані в Данденонге, Австралія (1982), через рік у Берлінгтоні, Канада, і в Таверні, Франція (1985). У 1986 році були додані ірландські Kilcoole і Lentate sul Seveso в Італії. У наступні роки були створені дочірні компанії в Апелдорні, Нідерланди (1987), у Сінгапурі (1988) та в Ботаніці, Нова Зеландія (1989).
Подальше розширення відбулося в 1990-х роках, коли дочірні компанії, зосереджені на Азії, були засновані в Шах-Аламі, Малайзія (1993), Йокогамі, Японія (1994), Бангкоку, Таїланді (також 1994), столиці Південної Кореї Сеулі, в Манілі на Філіппінах та Серпонг в Індонезії (усі три у 1996 р.).
Фонди також продовжували працювати в інших частинах світу, таких як Мадрид, Іспанія (1997), Керетаро, Мексика, і Honeydew, Південна Африка (обидва в 1997), а також два в Південній Америці: Піракара, Бразилія (1998) і Буенос-Айрес, Аргентина (1999). У тому ж році був приєднаний датський Skive, а потім у 2000 році тайванський Wugu Shiang і рік пізніше Hof bei Salzburg в Австрії. З 2002 року існує дочірнє підприємство в Длуголенці, Польща; Зеле в Бельгії послідував у 2003 році, як і Мумбаї в Індії. У 2005 році були додані столиця Китаю Пекін і турецький Стамбул. Потім були створені дочірні компанії в російській столиці Москві (2006 р.), місті Хошимін у В’єтнамі (2007 р.), в Куликові в Україні (2009 р.) та в Тімішоарі в Румунії (2009 р.).

### Виробничі площі
У результаті поглинання до компанії приєдналися Häfele Berlin GmbH & Co. KG, що спеціалізується на меблевих з'єднувачах і контрактному виробництві, і Ulrich Lippert GmbH & Co. KG в Берліні в 1965 році, що спеціалізується на дверних дзвінках і поштових скриньках, у 1964 році. Інвестиції. Останній знову був проданий у 2011 році. Anton Schneider GmbH & Co. KG в Кенцінгені та Єттінгені належить компанії Häfele з 1981 року, зосереджуючись на офісних системах та контрактному виробництві. Крім того, Sphinx Electronics GmbH & Co. KG працює в Кенцінгені з 1998 року (тут виробляються електронні системи замків), а Huwil працює в Будапешті, де відкриваються розпашні та розсувні двері. Виробляється фурнітура, входить до складу компанії з 2009 року. У лютому 2019 року Хефеле очолив Штутгартський фахівець з освітлення Nimbus Group.

## Вебпосилання
- haefele.de – вебсайт німецької компанії [Архівовано 26 лютого 2014 у Wayback Machine.]
- hafele.com – Міжнародний корпоративний вебсайт [Архівовано 8 вересня 2008 у Wayback Machine.]
- https://hafeleshop.com.ua/ukr - Компанія «Гефелє Україна» [Архівовано 13 лютого 2022 у Wayback Machine.]